# Gravitation: Variation in Time and Space

Affiche du film.

Gravitation: Variation in Time and Space est un court-métrage en noir et blanc réalisé par Andrei Severny (en), sorti en 2015. Il met en scène  Diana Vichneva, danseuse étoile du ballet Mariinski et de l'American Ballet Theatre.

## Synopsis
Le film est une pièce dansée en solo, histoire de création et de transformation. L'image en noir et blanc explore les notions de temps et d'espace, de mouvement et de lumière. Il est divisé en différents chapitres: Naissance, désir, rupture, désespoir et gravité.

## Fiche technique

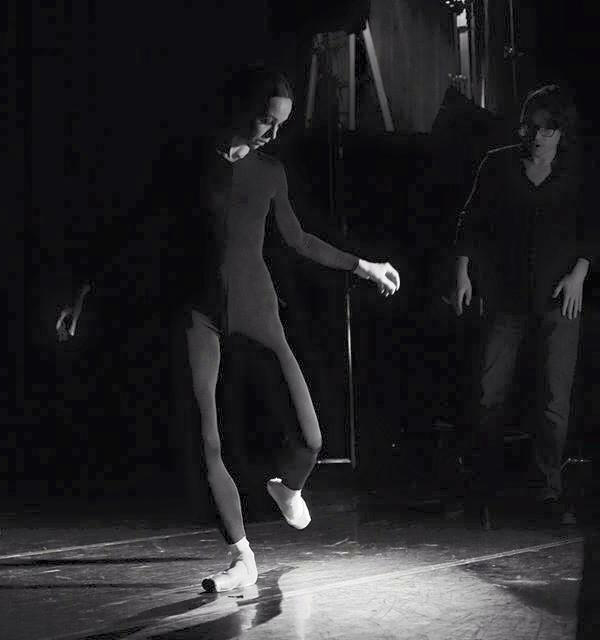
Le réalisateur Andrei Severny (à droite) dirige la danseuse Diana Vichneva lors du tournage du film.

- Réalisateur : Andrei Severny (en)
- Scénario : Rem Hass, Andrei Severny
- Producteur : Rem Hass
- Photographie : Steve Romano
- Musique : Arvo Part, Richard Garet
- Montage : Andrei Severny
- Type : Noir et blanc
- Durée : 14 minutes
- Dates de sortie : 
  - États-Unis : 14 octobre 2015 Festival du film de Marfa
  - Italie : 16 octobre 2015 Festival du film de Montelupo

## Distribution
- Diana Vichneva

## Production
Le film a été tourné au Alvin Ailey American Dance Theater à New York.

## Distinctions
- 2016 : Palme d'or au Festival international du film de Mexico[3]
- 2016 : Rising Star Award au Festival international du film du Canada[4]
- Finaliste au Houston Cinema Arts Festival[5]